# 16P/Brooks
16P/Brooks (denumită și cometa Brooks 2) este o cometă periodică din sistemul solar cu o perioadă orbitală de aproximativ 6,14 ani. A fost descoperită de William Robert Brooks pe 7 iulie 1889.